# 2008 au Nigeria
Cet article présente les faits marquants de l'année 2008 au Nigeria.

## Évènements
- Jeudi 22 mai 2008 : quarante six soldats nigérians trouvent la mort alors qu'ils revenaient du Darfour. Leur convoi a été impliqué dans une collision avec un camion-citerne.
- Lundi 9 juin 2008 : des pirates nigériens interceptent un bateau pétrolier de la compagnie canadienne Addax Petroleum; huit personnes sont prises en otage.
- Jeudi 13 novembre 2008 : six employés nigérians du groupe pétrolier Shell sont tués dans le sud du pays lors de l'explosion de l'oléoduc sur lequel ils effectuaient une réparation.
- Lundi 17 novembre 2008 :
  - Des pirates nigériens interceptent, dans le delta du fleuve Niger, un bateau venant de Singapour.
  - La chanteuse Asa remporte à l'Olympia de Paris le 7e Prix Constantin, présidé par Étienne Daho et, destiné à mettre en valeur les jeunes talents musicaux[1].
- Jeudi 20 novembre 2008 : le groupe pétrolier Chevron déclare l'« état de force majeure » sur ses chargements de brut au terminal d'Escravos (sud du Nigeria) ce qui entraîne la non-garantie de ses livraisons.
- Vendredi 28 novembre 2008 : à la suite d'élections du gouvernement régional de l'État du Plateau, de violentes bagarres ont eu lieu à Jos entre les communautés musulmanes et chrétiennes. Un journaliste nigérian affirme avoir compté au moins trente morts et « des centaines » de blessés dans deux hôpitaux. Le gouvernement local reconnaît la mort d'un officier de police. Selon le dernier bilan, les affrontements auraient causé la mort de 55 personnes. Le couvre-feu est déclaré.
- Samedi 29 novembre 2008 : selon un journaliste nigérian, correspondant de Radio France Internationale, 381 cadavres ont été entreposés dans une mosquée à Jos. L'imam de la principale mosquée de la ville, a rapporté que plus de 300 cadavres y avaient été déposés samedi et que 183 autres corps gisaient près du bâtiment dans l'attente d'être enterrés.
- Dimanche 7 décembre 2008 : une pirogue en bois motorisée qui transportait environ 60 personnes à son départ le 6 décembre au soir de Lagos pour Libreville, est prise dans une tempête et se brise entre l'île de Bioko et le sud du Cameroun. Seulement six personnes - quatre Burkinabés et deux Nigérians - qui s'étaient accrochées à une planche, ont pu être secourues lundi par des pêcheurs camerounais.
- Lundi 15 décembre 2008 :
  - Un Britannique, enlevé le 27 novembre dans le sud pétrolier du Nigeria est relâché.
  - Selon un rapport de la SEC des États-Unis, les anciens président et vice-président du Nigeria ont touché des pots-de-vin du géant allemand des télécommunications Siemens qui aurait effectué « des paiements suspects de 12,7 millions de dollars au Nigeria, dont au moins 4,5 millions en pots-de-vin versés pour quatre projets de télécommunication à des officiels, dont Nigeria Telecommunications et le Ministère de la Communication […] environ 2,8 ont été versés sur un compte bancaire à Potomac (Maryland, USA) au nom de la femme d'un ancien vice-président nigérian ». Le rapport ne cite pas directement de noms, mais selon le quotidien nigérian The Punch la période mentionnée pour les "paiements suspects (2000-2001) indique qu'il pourrait s'agir de l'épouse du vice-président de l'époque, Atiku Abubakar, alors que le président en fonction était l'ex-général Olusegun Obasanjo. L'ancien vice-président possèderait une demeure, dans l'État du Maryland, qui avait été perquisitionnée par le FBI début août 2005 dans le cadre d'une enquête de corruption impliquant un membre démocrate du Congrès, William Jefferson[2].
- Samedi 20 décembre 2008 :
  - Deux expatriés russes travaillant pour le producteur d'aluminium Rusal ont été enlevés dans le delta du Niger.
  - L'organisation Human Rights Watch (HRW) dénonce « au moins 90 exécutions sommaires » par la police et les forces armées lors des récentes émeutes politico-religieuses dans la ville de Jos.
- Lundi 22 décembre 2008 : la commission des crimes économiques et financiers (EFCC) du Nigeria annonce avoir lancé un mandat contre Mallam Nasir El-Rufai, l'ancien ministre chargé du Territoire de la capitale fédérale (FCT) du temps du président Olusegun Obasanjo, pour « abus de pouvoir » et détournement de 32 milliards de naira (171,6 millions d'euros)[3].